# Инкерман I
Инкерман I (Инкерман-Первый; укр. Iнкерман I, крымскотат. İnkerman I) — узловая железнодорожная станция Крымской железной дороги в городе Севастополь.

## История
Открыта в 1875 году в ходе строительства Лозово-Севастопольской железной дороги, названа по находящимся рядом развалинам крепости Инкерман. 

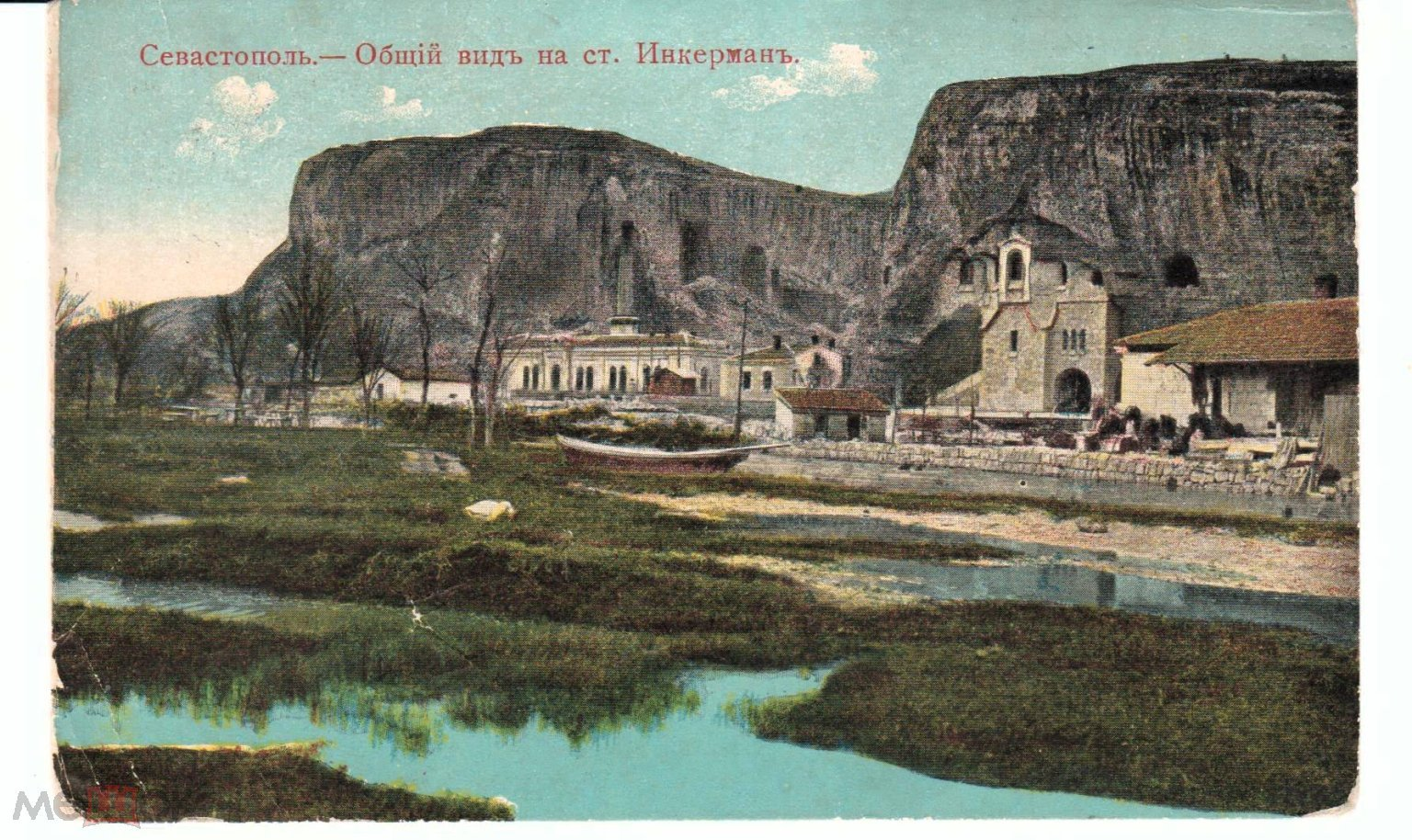
Севастополь. Общий вид на станцию Инкерман. Издание товарищества К. П., начало XX века
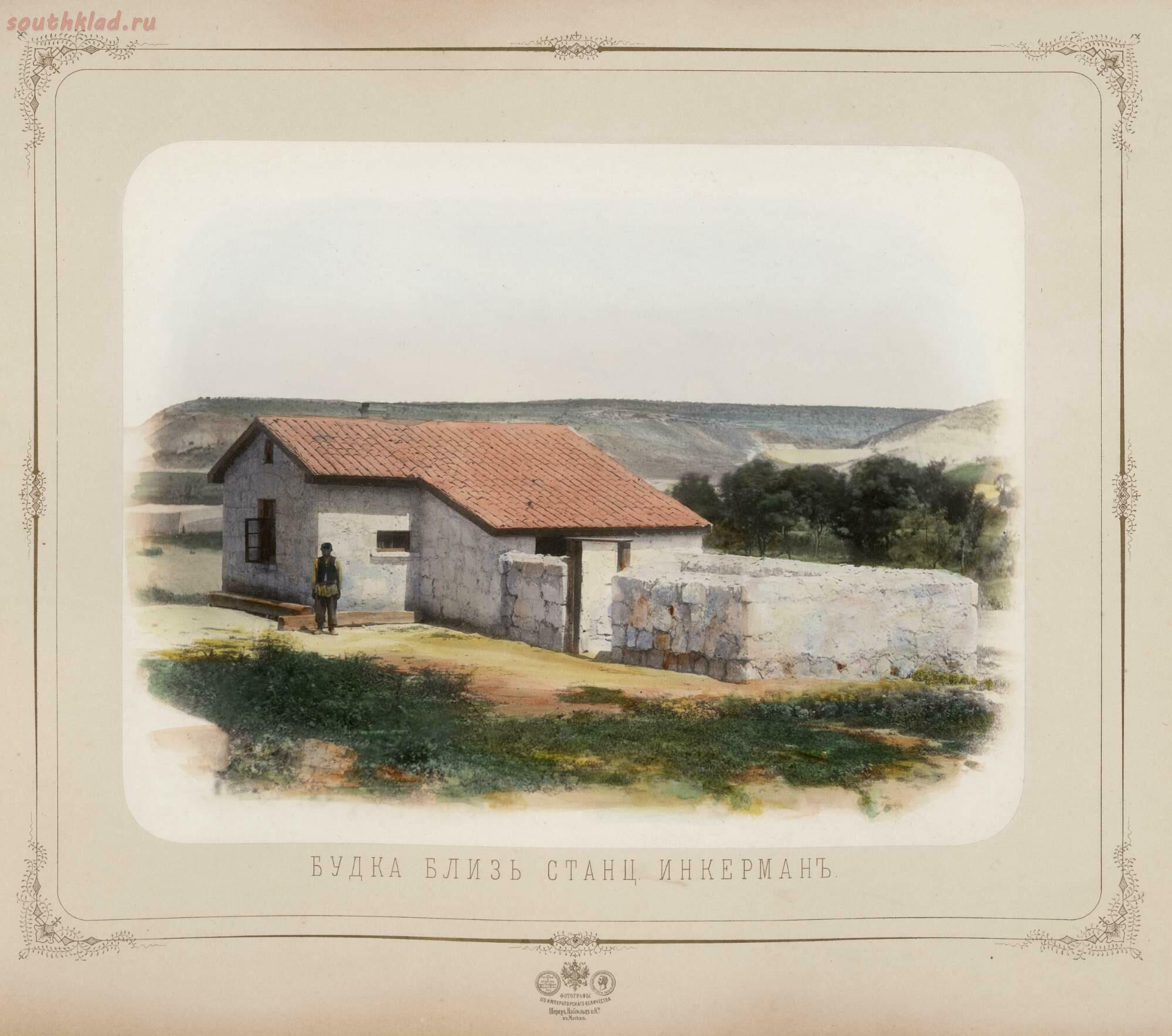
«Альбом видов Лозово-Севастопольской железной дороги» издательства «Шерер, Набгольц и К°», около 1880 г.

## Пассажирское движение
На станции имеют непродолжительную остановку почти все пригородные электропоезда, следующие до станций: Симферополь, Севастополь и Бахчисарай. Поезда дальнего следования остановок в Инкермане I не имеют.

## Грузовые перевозки
От станции отходит 27-километровая ветка к Камышовой бухте, по которой вывозятся грузы, прибывшие в порт «Камышовая бухта». Пассажирское сообщение на данной линии отсутствует.